# Schweizer Brauerei-Verband

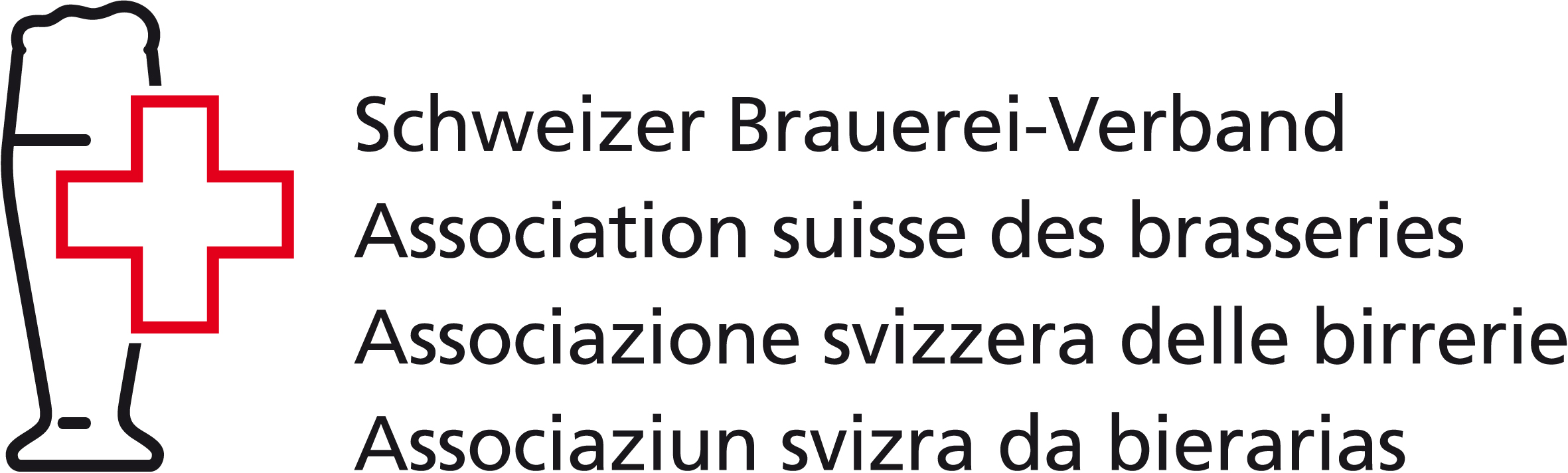
Verbandslogo

Der Schweizer Brauerei-Verband (SBV, bis 2005 Schweizerischer Bierbrauerverein; französisch Association suisse des brasseries, italienisch Associazione svizzera delle birrerie, rätoromanisch Associaziun svizra da bierarias) ist der Interessenverband der schweizerischen Brauereibranche.

## Organisation und Ziele
Dem Verband gehören 43 schweizerische Brauerei-Unternehmen mit 51 Braustätten an (Stand Mai 2025). Voraussetzung für eine Mitgliedschaft ist ein Mindestausstoss von 1000 hl Bier pro Jahr. Die Geschäftsstelle des SBV befindet sich in Zürich.
Der SBV wahrt und fördert die beruflichen und wirtschaftlichen Interessen der Mitglieder. Ferner fördert er die Rationalisierung im Braugewerbe durch Normierungen, Forschungen und Erfahrungsaustausch.
Oberstes Organ ist die Generalversammlung. Der Vorstand ist in seiner Zusammensetzung das Spiegelbild der Gesamtheit der Mitglieder, indem Gross-, Mittel- und Kleinbrauereien angemessen vertreten sind. Die Geschäftsführung besorgt ein vom SBV-Direktor geleitetes Sekretariat. Zur Behandlung spezieller Themen werden Kommissionen gebildet.

## Mitglieder
- Altes Tramdepot Brauerei Restaurant AG
- Berner Lohnbrauerei AG
- BierVision Monstein AG
- Bierwerk Zürich AG
- BK Bier-Kultur AG, Öufi-Brauerei
- Brasserie Docteur Gab's SA
- Brasserie du Jorat SA
- Brauerei Aare Bier AG
- Brauerei Adler AG
- Brauerei Baar AG
- Brauerei Engadiner Bier AG
- Brauerei Erusbacher & Paul AG
- Brauerei Falken AG (inkl. Brauerei H. Müller AG)
- Brauerei Felsenau AG
- Brauerei Fischerstube AG
- Brauerei Hardwald AG
- Brauerei Locher AG (inkl. Chopfab Boxer AG, Bière du Boxer SA, Brauerei A. Egger AG)
- Brauerei Luzern AG
- Brauerei Rosengarten AG
- Brauerei Schützengarten AG (inkl. Birrificio Ticinese San Martino SA)
- Brauerei Seebueb
- Brauerei Stadtbühl AG
- Brauerei Thun AG
- Brauerei Unser Bier AG (inkl. Spezialitätenbrauerei Unser Bier)
- Brauerei Uster Braukultur AG
- Burgdorfer Gasthausbrauerei AG
- Euelbräu GmbH
- Feldschlösschen Getränke AG (inkl. Brasserie Valaisanne)
- Freiburger Biermanufaktur AG
- Heineken Switzerland AG (inkl. Brauerei Eichhof AG, Brauerei Calanda)
- JungfrauBräu AG
- KITCHEN BREW
- Kornhausbräu AG
- La Nébuleuse SA
- LägereBräu AG
- Landskroner Bräu AG
- Liechtensteiner Brauhaus AG
- Lynx Movement Sàrl
- Martigny Brewing Co. SA
- Officina della Birra SA
- Ramseier Suisse AG (Standort Brauerei: Hochdorf)
- Rugenbräu AG
- Sonnenbräu AG

## Geschichte

### 1877 bis 1935
Der Schweizerische Bierbrauerverein wurde im Jahr 1877 mit einem Anfangsbestand von 92 Mitgliedern gegründet. Unter anderem sollte mit der Gründung eines gemeinsamen Vereins der Braumeister gegen die steigende Zahl der Bierimporte vorgegangen werden. So reichten die Mitglieder des SBV anlässlich der ersten Versammlung eine Petition beim Bundesrat ein, welche die Erhöhung des Eingangszolls auf ausländische Biere verlangte. Dieser Wunsch wurde auch alsbald umgesetzt. Die Anzahl der Mitglieder des SBV wuchs in den folgenden Jahren, sodass 1913 fast alle Schweizer Brauereien Mitglied im Verband waren. Die Brauereien nahmen unter anderem an den Landesausstellungen in Zürich (1883), Genf (1896) und Bern (1914) teil und demonstrierten mit Kollektivreklamen und Bierverkostungen ihre Leistungen. Der Erste Weltkrieg hatte auch auf den Biermarkt einschneidende Auswirkungen. Der Ausstoss sank um mehr als zwei Drittel und über 30 Brauereien mussten den Betrieb einstellen. Zwecks Hilfsmassnahmen einigte sich die Bierbranche 1921 mit dem Wirteverein auf einen fünf Jahre dauernden Vertrag, der die Absatzstellen der Brauereien sichern sollte. In der Zwischenkriegszeit war der Import stark gesunken und machte weniger als ein Prozent des Schweizer Biermarktes aus. Zum Ärger des SBV wurden von den Mitgliedsbrauereien weiterhin ausländische Gattungsbezeichnungen wie Wiener, Dortmunder, Pilsner und Münchner Bier für die einheimischen Erzeugnisse verwendet. Aufgrund der marktwirtschaftlichen Schwierigkeiten investierten einige Brauereien in andere Betriebsfelder wie den Mineralwasser- oder Erfrischungsgetränkemarkt. Auch aufgrund des Bevölkerungswachstums erholte sich der Biermarkt in der Schweiz bis 1930.

### 1935 bis 1945
Die Konvention der schweizerischen Brauereien, welche am 1. März 1935 in Kraft trat, war eine Zusammenfassung bereits bestehender Verträge in gestraffter Form. Das sogenannte Bierkartell sollte die Absatzverhältnisse regeln, ungesunde Wettbewerbsformen beseitigen, gute Verhältnisse zwischen den Marktbewerbern schaffen und so eine vernünftige Rationalisierung ermöglichen. Kartelle waren in der Zwischenkriegszeit für Wirtschaftsverbände keine Seltenheit. Durch diese Kooperationen erhoffte man sich in der Schweiz wirtschaftliche Besserung. Die Brauereien hatten die Lehren aus dem Ersten Weltkrieg gezogen und der Biermarkt wurde demzufolge vom Zweiten Weltkrieg weniger stark gebeutelt.

### 1945 bis 1991
Nach dem Zweiten Weltkrieg erholte sich der Biermarkt gut, trotzdem stieg die Produktion zuerst nur langsam, dann aber immer rascher und erreichte 1965 bereits die vierfache Menge von 1945. 1971 war der Höhepunkt dieser Entwicklung erreicht. Eine erste Konzentrationswelle unter den Brauereien führte Anfang der 1970er-Jahre zu einer geringeren Anzahl an Brauereien. Zwischen 1969 und 1974 sank die Zahl unabhängiger Unternehmen von 59 (mit insgesamt 60 Braustätten) auf 37 (mit 49 Braustätten). Zu jener Zeit wurde die Konvention der Schweizer Brauereien bezüglich ausländischer Biere gelockert, so dass mehrere Brauereien ausländische Bierspezialitäten in ihr Sortiment aufnahmen. Die Nachfrage nach ausländischen Premium-Bieren stieg und Schweizer Brauereien versuchten solche Biere mit eigenen Produkten nachzuahmen. Während der wirtschaftlichen Rezession in den 1970er-Jahren hatte das ausländische Billigbier im Wegwerfgebinde immer mehr Abnehmer gefunden. So sahen sich die Schweizer Brauereien im Zugzwang und mussten ihrerseits vermehrt Einwegflaschen einsetzen. In den Krisenjahren stoppten die Konzentrationsprozesse: Bis 1986 verschwand nochmals rund ein Drittel der Brauereien. Ebenfalls lief die Konvention der Schweizer Brauereien Ende 1991 nach den Austritten von Feldschlösschen, Hürlimann und Sibra aus.

### Seit 1991
Folgende Gründe waren unter anderem für den rasanten Rückgang des Pro-Kopf-Konsums Anfang der 1990er-Jahre verantwortlich: das gesteigerte Gesundheitsbewusstsein in der Bevölkerung, die Aufhebung des Saisonnierstatuts 1991 und die damit verbundene Rückkehr der Saisonniers in ihre Heimatländer, verschärfte Arbeitssicherheitsbestimmungen, das Verschwinden der Stammtischkultur, das Bevölkerungswachstum und die steigende Vielfalt an Getränken. Ein Grund ist sicherlich auch, dass sich die Schweizer Wirtschaft von 1990 bis 1996 in einer Krise befand. Erst steckte sie drei Jahre in einer Rezession, eine unüblich lange Zeit. Dann folgten drei weitere Jahre Stagnation. Die Arbeitslosenquote stieg auf fünf Prozent, die Zinsen waren sehr hoch. All diese Umstände lösten Unruhe und Hektik im Schweizer Biermarkt aus. Feldschlösschen, als grösste Brauerei der Schweiz, übernahm eine Mehrheit der Sibra-Gruppe und kam so auf einen Anteil von 50 Prozent am Schweizer Biermarkt. Heineken, welche schon seit den 1980er-Jahren im Biermarkt der Schweiz Fuss gefasst hatte, baute in den 1990er-Jahren den Importbierverkauf aus und kaufte zudem 1994 Calanda und Haldengut auf. Seit der turbulenten Zeit nach Auslaufen des Kartells und den nachfolgenden Zusammenschlüssen ist die aktuelle Bierlandschaft durch einen spielenden Wettbewerb gekennzeichnet. Der Kunde kann von einer grossen Vielfalt an Schweizer Bieren profitieren. Neben den bekannten grossen Brauereien finden kleine und mittlere Unternehmen ebenfalls die Möglichkeit, sich auf dem Markt erfolgreich zu positionieren. Namentlich seit dem Jahr 2000 kann eine starke Zunahme von Klein- und Kleinstbrauereien beobachtet werden. Waren im Jahr 2000 noch 77 aktive biersteuerpflichtige Unternehmen in der Schweiz registriert, so ist ihre Anzahl bis 2010 auf 322 angestiegen. Diese Entwicklung explodierte förmlich in den letzten Jahren, sodass im Dezember 2021 insgesamt 1278 Brauereien in der Schweiz registriert waren. Seit 2022 ist die Tendenz bei der Anzahl registrierter Brauereien rückläufig. So waren am 16. Januar 2025 total 1149 Brauereien registriert. Die ca. 60 grössten Brauereien in der Schweiz stehen für über 98 Prozent des schweizerischen Bierausstosses. Jede von ihnen braut über 100‘000 Liter Bier pro Jahr. Ihnen gemeinsam ist, dass sie über professionelle Strukturen mit ausgebildeten Brauern (3-jährige Lehre zum Brau- und Getränketechnologen EFZ Schwerpunkt Bier) und Braumeistern verfügen. Viele brauen seit Generationen und sind in Familienbesitz.

## Präsidenten des SBV (in Klammern die jeweilige Amtsdauer)
- Gottfried Feller (1877–1893)
- Carl Habich-Dietschy (1893–1901)
- Albert Hürlimann (1901–1908)
- Fritz Weber (1908–1918)
- Carl Habich-Schilplin (1918–1922)
- Adolf Roniger (1922–1949)
- Heinrich Hürlimann (1949–1958)
- Walter Dubach (1958–1970)
- Martin Hürlimann (1970–1979)
- Werner Kim (1979–1983)
- Jean-Baptiste Würsdorfer (1983–1985)
- Alexander Peter Füglistaller (1985–1997)
- Hans-Ulrich Leupin (1997–2003)
- Alfred J. Bucher (2003–2007)
- Markus Zemp (2007–2020)
- Nicolò Paganini (seit 2020)

## Bierorden
Dieser Orden wurde 1972 unter dem Patronat des SBV gegründet. Es handelt sich dabei nicht um einen Verein mit Generalversammlung und Beiträgen, sondern um eine Mitgliedschaft von Bierfreunden und bieraffinen Persönlichkeiten.
Der SBV und seine Mitgliedbrauereien können Personen, die sich für die Förderung des Bieres besonders verdient gemacht haben, den Bierorden «AD GLORIAM CEREVISIAE» (zu Ehren des Bieres) verleihen. Dem Orden gehören heute rund 400 Personen an.
Laut Satzungen verpflichtet sich, wer mit dem Orden ausgezeichnet wurde,
- dem edlen Bier allezeit die ihm gebührende wache Aufmerksamkeit zu widmen, es mit Sorgfalt und Hingabe zu behandeln und zu geniessen,
- die Kenntnisse gütig andern Bierkennern mitzuteilen, sie über die Eigenschaften dieses Getränkes zu belehren, wie es sich angesichts der jahrtausendealten Tradition des Bieres geziemt,
- das Bier überall zu ehren und niemals zu vergeuden.[10]

Der spezielle Orden «Ad gloriam cerevisiae» h.c. wird jeweils beim Ordensfest anlässlich des Tages des Schweizer Bieres verliehen.

## Tag des Schweizer Bieres
Der Tag des Schweizer Bieres wurde im Jahr 2012 anlässlich des 135-jährigen Bestehens des SBV initiiert. Es handelt sich um eine Werbekampagne des SBV, welche zum Ziel hat, an einem speziellen Tag, die Bierkultur und Brauereitradition der Schweiz zu feiern. Der Tag des Schweizer Bieres findet jeweils am letzten Freitag im April statt. An diesem Tag veranstalten die Mitgliedsbrauereien verschiedene Aktivitäten. Zeitnahe zum Tag des Schweizer Bieres findet auch das Fest des Bierordens statt.

## Schweizer Meisterschaft der Bier-Sommeliers
Die Schweizer Meisterschaft der Bier-Sommeliers wird vom SBV alle zwei Jahre organisiert. An der Meisterschaft werden drei Vorrunden durchgeführt: 1. Theorietest, 2. Erkennung von Bierstilen, 3. Erkennungen von Bieraromen. Die besten 10 Biersommeliers kommen ins Halbfinale, bei dem sie ein Bier vor Jury und Publikum präsentieren müssen. Die 6 Bier-Sommeliers mit den besten Präsentationen qualifizieren sich für das Finale. Beim Finale erhält jeder Bier-Sommelier eine Auswahl von drei Bieren. Daraus wählt er ein Bier aus, welches er wiederum vor Jury und Publikum präsentiert. Bisherige Schweizermeister der Bier-Sommeliers: 2015: Roger Brügger, 2017: Patrick Thomi, 2018: Martin Droeser. Bei der Weltmeisterschaft der Biersommeliers 2019 wurde Patrick Thomi Vizeweltmeister. Bester Schweizer Bier-Sommelier 2021 wurde Giuliano Genoni. Die letzte Schweizer Meisterschaft der Bier-Sommeliers fand am 18. November 2023 statt, mit Lukas Porro als Gewinner.

## Swiss Beer Award
Beim Swiss Beer Award handelt es sich um eine nationale Prämierung von Bieren verschiedenster Stile, welche von Brauereien in der Schweiz oder Liechtenstein gebraut werden. Der Swiss Beer Award wird seit 2017 alle zwei Jahre von einem Steuerungsausschuss unter der Leitung des SBV organisiert. Im Steuerungsausschuss (Steering Committee) sind folgende Organisationen vertreten: SBV, Interessengemeinschaft unabhängiger Schweizer Brauereien, Schweizerische Braumeistervereinigung, Gesellschaft zur Förderung der Biervielfalt, Bio Suisse, Labor Veritas AG, Zürcher Hochschule für Angewandte Wissenschaften (ZHAW).